# ورابتشه
ورابتشه (به لاتین: Vrábče) یک منطقهٔ مسکونی در جمهوری چک است که در شهرستان چسکه بودیوویتسه واقع شده‌است. ورابتشه ۱۵٫۷۲ کیلومتر مربع مساحت و ۵۹۳ نفر جمعیت دارد و ۵۰۵ متر بالاتر از سطح دریا واقع شده‌است.